# Campionato Italiano di Football 1898
Il Campionato Italiano di Football 1898 è stata la 1ª edizione della massima serie del campionato italiano di calcio, disputata in un'unica giornata a Torino l'8 maggio 1898 e conclusa con la vittoria del Genoa, al suo primo titolo.
Capocannonieri del torneo sono stati Edoardo Bosio (Internazionale Torino) e Norman Victor Leaver (Genoa) con 2 reti a testa.

## Stagione
Il torneo fu organizzato dalla Federazione Italiana Football (FIF, denominazione fino al 1909 della Federazione Italiana Giuoco Calcio – FIGC, fondata proprio a Torino il 26 marzo precedente) e vi parteciparono quattro squadre, tre torinesi (Ginnastica Torino, Internazionale Torino e Torinese) e una genovese (il Genoa).
La competizione fu il secondo torneo ufficiale di calcio in Italia: fin dal 1896 si disputava un campionato organizzato dalla Federazione Ginnastica Nazionale Italiana, noto come Torneo FGNI, che non adottava interamente le regole del calcio (all'epoca noto come football) così come codificate dall'IFAB delle quattro federazioni calcistiche (football association) britanniche. Il Torneo FGNI, tuttavia, non venne mai riconosciuto dalla FIF e cessò di esistere nel 1913.
La sede del torneo fu il Velodromo Umberto I, scelto per l'occasione dell'esposizione internazionale di Torino per i cinquant'anni dello Statuto Albertino. Il duca degli Abruzzi Luigi Amedeo di Savoia-Aosta mise in palio una coppa per il club vincitore e una targa da consegnare a ogni rappresentante della squadra campione. Detta coppa sarebbe rimasta di proprietà alla squadra che avesse vinto il torneo per tre volte.

### Formula
Il torneo si tenne in giornata unica in forma di quadrangolare (le due semifinali al mattino, la finale per il primo posto al pomeriggio). I due tempi regolamentari duravano 45 minuti: in caso di parità al 90', si giocavano due tempi supplementari da 10 minuti.
Antonio Scamoni, nella Storia della Federazione Italiana del Gioco del Calcio inserita nell'Annuario italiano del giuoco del calcio del 1928, accenna alla disputa di una finale di consolazione; tuttavia le fonti dell'epoca (in primis il Corriere dello Sport – La Bicicletta di Milano) non riportano nulla al riguardo.

### Avvenimenti
Le due semifinali, Internazionale Torino-Torinese e Ginnastica Torino-Genoa, furono vinte dall'Internazionale e dal Genoa rispettivamente per 2 reti a 1 e per 2 reti a 0. La finale, invece, vide prevalere il Genoa per 2 goal a 1 nei supplementari. I liguri, quindi, si laurearono prima squadra campione della storia del calcio italiano.
La Stampa ― Gazzetta Piemontese del 7 maggio 1898 annunciando la manifestazione dell'indomani comunicò i prezzi dei biglietti di ogni singola gara, ossia 25 centesimi di lira per il semplice accesso al campo da gioco, oppure 1 lira per un posto a sedere nell'unica tribunetta dell'impianto. Le cronache riferiscono che cinquanta spettatori assistettero alla seconda semifinale e cento alla finale, mentre secondo quanto riferito dallo storico del calcio Antonio Ghirelli l'incasso totale della giornata fu di 197 lire, pari a circa 930 euro odierni.

## Squadre partecipanti
| Club                  | Stagione  | Città  |
| --------------------- | --------- | ------ |
| Torinese              | dettaglio | Torino |
| Genoa                 | dettaglio | Genova |
| Ginnastica Torino     | dettaglio | Torino |
| Internazionale Torino | dettaglio | Torino |

## Risultati

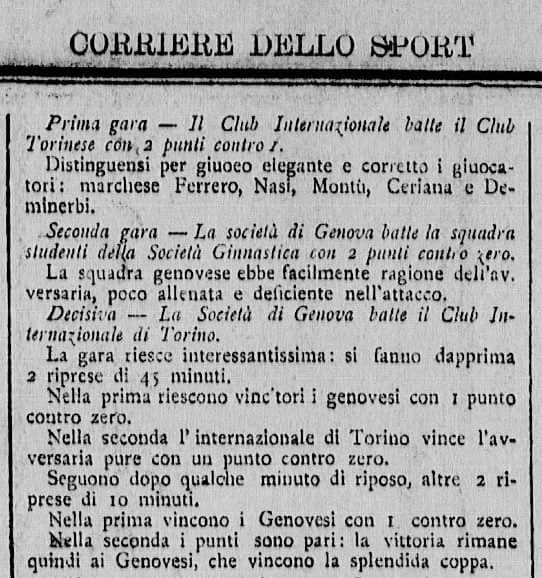
La cronaca delle gare di campionato pubblicata da Gustavo "Virgus" Verona l'11 maggio 1898 sul periodico milanese Corriere dello Sport – La Bicicletta.

I risultati degli incontri sono presi dal Corriere dello Sport – La Bicicletta di Milano dell'11 maggio 1898, la prima fonte diretta relativa al torneo.

### Tabellone
|  | Semifinali            | Semifinali            | Semifinali  |             |                       | Finale                | Finale | Finale |  |
|  |                       |                       |             |             |                       |                       |        |        |  |
|  | Internazionale Torino | Internazionale Torino | 2           |             |                       |                       |        |        |  |
|  | Internazionale Torino | Internazionale Torino | 2           |             |                       |                       |        |        |  |
|  | Torinese              | Torinese              | 1           |             |                       |                       |        |        |  |
|  | Torinese              | Torinese              | 1           |             | Internazionale Torino | Internazionale Torino | 1      |        |  |
|  |                       |                       |             |             | Internazionale Torino | Internazionale Torino | 1      |        |  |
|  |                       |                       | Genoa (dts) | Genoa (dts) | 2                     |                       |        |        |  |
|  | Ginnastica Torino     | Ginnastica Torino     | Genoa (dts) | Genoa (dts) | 2                     | 0                     |        |        |  |
|  | Ginnastica Torino     | Ginnastica Torino     |             |             |                       |                       |        |        |  |
|  | Genoa                 | Genoa                 | 2           |             |                       |                       |        |        |  |

### Calendario

#### Semifinali
| Arbitro: | Jourdan (Torino) |

|         |           |   |
| Bosio ? | Marcatori | ? |

| Arbitro: | Jourdan (Torino) |

|  |           |                  |
|  | Marcatori | Leaver Bocciardo |

#### Finale
| Arbitro: | Jourdan (Torino) |

|       |           |                 |
| Bosio | Marcatori | Spensley Leaver |

### Verdetto
- Genoa campione d'Italia 1898.

### Squadra campione
| Formazione tipo (2-3-5)                                                                               | Giocatori (ruolo)                      |
| --- | -------------------------------------- |
| Baird De Galleani Spensley Pasteur I Ghiglione Ghigliotti Le Pelley Leaver Bertollo Bocciardo Dapples | William Baird (portiere)               |
| Baird De Galleani Spensley Pasteur I Ghiglione Ghigliotti Le Pelley Leaver Bertollo Bocciardo Dapples | Ernesto De Galleani (terzino destro)   |
| Baird De Galleani Spensley Pasteur I Ghiglione Ghigliotti Le Pelley Leaver Bertollo Bocciardo Dapples | James Spensley (terzino sinistro)      |
| Baird De Galleani Spensley Pasteur I Ghiglione Ghigliotti Le Pelley Leaver Bertollo Bocciardo Dapples | Edoardo Pasteur (centro mediano)       |
| Baird De Galleani Spensley Pasteur I Ghiglione Ghigliotti Le Pelley Leaver Bertollo Bocciardo Dapples | Wallys Ghiglione (mediano sinistro)    |
| Baird De Galleani Spensley Pasteur I Ghiglione Ghigliotti Le Pelley Leaver Bertollo Bocciardo Dapples | Fausto Ghigliotti (mediano destro)     |
| Baird De Galleani Spensley Pasteur I Ghiglione Ghigliotti Le Pelley Leaver Bertollo Bocciardo Dapples | John Quertier Le Pelley (ala destra)   |
| Baird De Galleani Spensley Pasteur I Ghiglione Ghigliotti Le Pelley Leaver Bertollo Bocciardo Dapples | Norman Victor Leaver (ala sinistra)    |
| Baird De Galleani Spensley Pasteur I Ghiglione Ghigliotti Le Pelley Leaver Bertollo Bocciardo Dapples | Silvio Piero Bertollo (mezzala destra) |
| Baird De Galleani Spensley Pasteur I Ghiglione Ghigliotti Le Pelley Leaver Bertollo Bocciardo Dapples | Giovanni Bocciardo (mezzala sinistra)  |
| Baird De Galleani Spensley Pasteur I Ghiglione Ghigliotti Le Pelley Leaver Bertollo Bocciardo Dapples | Henri Dapples (centro attacco)         |

Note
Il portiere Baird fu sostituito tra i pali nel corso della finale dal difensore James Spensley a causa di un infortunio.